# فیر فاکتور
فیر فاکتور (به انگلیسی: Fear Factor) یک برنامه تلویزیونی واقع نما، دلیری و شیرین‌کاری است که از شبکه ان بی سی از سال ۲۰۰۱ تا ۲۰۰۶ پخش می‌شد که این برنامه منحل شد و در سال ۲۰۱۱ دوباره احیا شد ولی پس از مدتی دوباره در تاریخ ۱۳ می ۲۰۱۲ منحل شد.